# 五星镇 (新野县)
五星镇，是中华人民共和国河南省南阳市新野县下辖的一个乡镇级行政单位。

## 行政区划
五星镇下辖以下地区：
宋湾村、判官庄村、前孙楼村、魏楼村、五星村、后楼村、大李营村、水田村、廖楼村、任集村、方营村、黄营村、郭湖村、王葛庄村、闽营村、南张楼村、南马庄村、台庄村、陈庄村和张店村。